# 전영 (1973년)
전영(1973년 11월 18일 ~)은 대한민국의 여자 배우이다.

## 출연작

### 드라마
- 2020년 tvn 《악의 꽃》 -
- 2020년 KBS2 《오! 삼광빌라!》 - 변미자 역
- 2020년 KBS2 《암행어사 : 조선비밀수사단》 - 여관주인 역 ep. 2-3
- 2021년 SBS 《모범택시》 - 서영민의 이웃 역 ep.5
- 2021년 MBN 《보쌈 : 운명을 훔치다》 - ep.17
- 2021년 SBS 《라켓소년단》 - 신송희의 여동생 역 ep.12
- 2021년 tvN 《너는 나의 봄》 - 마트주인 역 ep.1
- 2021년 넷플릭스 《킹덤 : 아신전》 - 대갓집 아낙 역
- 2022년 tvN 《스물다섯 스물하나》 - 야구르트 아줌마 역 ep. 4 / 8
- 2022년 SBS 《왜 오수재인가》 - 식당 종업원 역 ep. 4 / 6
- 2022년 쿠팡플레이 《안나》 - 가정부 역 ep. 2-3
- 2022년 SBS 《치얼업》 - 가정부 역
- 2023년 SBS 《악귀》 - 부동산 중개인 역 ep.1
- 2023년 넷플릭스 《셀러브리티》 - 윤시현네 가정부 역
- 2023년 넷플릭스 《마스크 걸》 - 김모미의 집주인 역 ep.3
- 2023년 티빙 《사장돌 마트》 - 부동산 중개인 역 ep.3
- 2024년 티빙 《LTNS》 - 춘희 역 ep.3
- 2024년 SBS 《재벌 X 형사》 - 부동산 중개인 역 ep. 6-7
- 2024년 MBC 《수사반장 1958》 - 식당주인 역
- 2024년 넷플릭스 《종말의 바보》 - 지방공무원 역 ep.3
- 2024년 tvN 《선재업고 튀어》 - 이경자 역
- 2024년 JTBC 《가족 X 멜로》 - 이순희 역
- 2024년 JTBC 《정숙한 세일즈》 - 미영이 엄마 역 ep.6
- 2025년 쿠팡플레이 《뉴토피아》 - ep.7
- 2025년 넷플릭스 《폭싹속았수다》 -
- 2025년 ENA 《라이딩 인생》 - 부동산 중개인 역 ep.4
- 2025년 tvN 《미지의 서울》 - 식당직원 역 ep.1

### 영화
- 2023년 영화 《리바운드》 -
- 2023년 영화 《콘크리트 유토피아》 -
- 2024년 영화 《하이재킹》 -
- 2024년 영화 《보통의 가족》 -
- 2025년 영화 《백수 아파트》 -